# Curbia quadristrigaria
Curbia quadristrigaria är en fjärilsart som beskrevs av Walker 1859. Curbia quadristrigaria ingår i släktet Curbia och familjen mätare. Inga underarter finns listade i Catalogue of Life.